# Факия (царь Израиля)
Факи́я (др.-евр. פְּקַחְיָה‬ Пекахия — «Бог открыл ему глаза») — 17-й царь Израиля, сын Менахема, второй и последний царь из его дома. Стал царем в 50-м году правления Озии, царя Иудеи. Правил из столицы — Самарии. Факия продолжал обычаи Иеровоама, которые называются грехами Иеровоама (4 Цар. 15:23, 24).
После двухлетнего правления Факия был убит в царской цитадели в Самарии Факеем, сыном Ремалии — одним из своих главных военачальников — с помощью пятидесяти человек из Галаада. Факей стал царём после Факии.

## Годы правления
Уильям Ф. Олбрайт датировал правление 738—736 до н. э. Эдвин Тиле и В. В. Эрлихман предлагают даты 742—740 до н. э. Краткая еврейская энциклопедия: 737—735 до н. э.